# Çınar Tarhan
Çınar Tarhan (* 20. Mai 1997 in Istanbul) ist ein türkischer Fußballspieler.

## Karriere
Tarhan begann mit dem Vereinsfußball in der Nachwuchsabteilung von Marmara-Universität SK, dem Sportverein der Marmara-Universität. Anschließend spielte er der Reihe nach in den Nachwuchsabteilungen einiger Istanbuler Vereine, ehe er 2014 in die Jugend von Kardemir Karabükspor wechselte. Hier erhielt er 2016 einen Profivertrag und gehörte fortan dem Profikader an. Bis zur Winterpause absolvierte er ein Liga- und ein Pokalspiel und wurde anschließend an den Istanbuler Drittligisten Sarıyer SK ausgeliehen.
Im Sommer 2017 wechselte er zum Viertligisten Ankara Demirspor. Mit seinem Verein wurde er in der Viertligasaison 2017/18 Play-off-Sieger der TFF 3. Lig und stieg mit ihm in die TFF 2. Lig auf. Anschließend wurde er vom Erstligisten Çaykur Rizespor verpflichtet.

## Erfolge
Mit Ankara Demirspor
- Play-off-Sieger der TFF 3. Lig und Aufstieg in die TFF 2. Lig: 2017/18